# Liam Ridgewell
Liam Ridgewell, ur. 21 lipca 1984 r. w Londynie - angielski piłkarz grający w Portland Timbers. Występuje na pozycji obróncy.
Ridgewell pierwsze kroki w futbolu stawiał w słynnej szkółce młodzieży w klubie West Ham United, skąd w 2001 roku pozyskała go Aston Villa.
Na początku swojej gry w klubie z Villa Park Ridgewell nie grał zbyt dużo, dlatego w 2002 roku został wypożyczony do grającego w niższej klasie rozgrywkowej Bournemouth. Jednak i tam nie nagrał się zbyt dużo, gdyż wystąpił w zaledwie 5 meczach, w których nie strzelił ani jednego gola.
W barwach The Villans Liam zadebiutował 4 stycznia 2003 roku w meczu FA Cup przeciwko Blackburn Rovers. W tamtym czasie regularnie grał też w angielskiej reprezentacji U-21.
Po kilku latach solidnej gry w Aston Villi przeniósł się w 2007 roku do lokalnego rywala The Villans - Birmingham City. Był to pierwszy taki przypadek od 23 lat.
W nowym klubie spisywał się przyzwoicie, jednak nie zdołał uchronić go przed spadkiem do The Championship. Zagrał w 35 meczach ligowych minionego sezonu 2007/2008. Jak do tej pory nie doczekał się debiutu w reprezentacji narodowej.
31 stycznia 2012 podpisał 2,5-letni kontrakt z West Bromwich Albion.
W 2014 roku Ridgewell trafił do Portland Timbers, z którego był wypożyczany do Wigan Athletic i Brighton & Hove Albion.